# Le Loup des Malveneur
Pour plus de détails, voir Fiche technique et Distribution.
Le Loup des Malveneur est un film français réalisé par Guillaume Radot et sorti en 1943.

## Trame
L'intrigue démarre par le récit de la légende des Malveneur. Le premier ancêtre connu de la famille était maudit : homme en plein jour, il devenait loup la nuit. La légende veut qu'un soir, un paysan des environs tua un loup à coups de hache ; le lendemain, le cadavre du premier Malveneur fut retrouvé dans son lit, portant une marque de hache au ventre. Le récit implique que l'ancêtre des Malveneur bénéficiait d'un don d'ubiquité lors de ses métamorphoses.
Des siècles plus tard, le dernier descendant des Malveneur, Réginald de Malveneur, est persuadé que cette légende est vraie. Également scientifique, il dispose d'un laboratoire dans son manoir et y travaille sur la question du rajeunissement des cellules. Il voudrait notamment rajeunir sa femme Estelle pour que celle-ci puisse lui donner un fils, après lui avoir donné une fille, Geneviève. Estelle Malveneur, qui prend avec un certain détachement les projets de son mari, souhaite surtout faire venir une gouvernante de Paris, mademoiselle Monique Valory, pour éduquer Geneviève. Au manoir des Malveneur vit également Mariana, une domestique sourde et muette, ainsi que Magda, la sœur de M. Malveneur. Non loin de là vit également Morin, le garde-chasse, qui collabore aux expériences de M. de Malveneur et lui fournit des animaux sur lesquels le scientifique pratique des expériences de vivisection. Les Malveneur sont peu appréciés du voisinage. L'étrange légende familiale les exclut du cimetière communal.
Monique Valory arrive en train. L'homme qui l'emmène au manoir, Philippe, lui apprend qu'un drame a eu lieu dix jours plus tôt : Réginald de Malveneur et son garde-chasse Morin ont disparu mystérieusement. Au manoir, le drame se confirme : Estelle Malveneur, fort inquiète, cherche vainement son mari depuis plusieurs jours. Magda semble quant à elle beaucoup moins troublée par la situation : « Une découverte importante a dû motiver son départ » affirme-t-elle. Philippe se révèle être un agréable prétendant, peintre à la discussion teintée d'humour. Mlle Valory apprécie sa présence aux abords du manoir où il trouve son inspiration pour peindre des paysages, mais Magda souhaite qu'il quitte les lieux.
Un soir d'orage, la petite Geneviève entend au-dehors des cris de loup. Elle appelle Monique Valory qui vient la rassurer tout en constatant que ces hurlements sont bien réels. Le lendemain matin, la jeune femme découvre, à sa grande stupeur, qu'Estelle Malveneur est morte dans son lit pendant la nuit. Son écharpe, qu'elle portait en se couchant, est retrouvée au-dehors, sur le perron. Magda, toujours peu affectée par les drames qui touchent la famille, ment ostensiblement en affirmant qu'elle avait emprunté cette écharpe à sa belle-sœur et l'avait perdue dehors.
Mlle Valory se confie au peintre sur l'étrange affaire. Celui-ci lui recommande la plus grande prudence. Au manoir, Monique découvre que Mariana se rend parfois au laboratoire situé dans le sous-sol du château, et y envoie de la nourriture par un monte-plats. S'emparant de la clé de ce lieu interdit, elle se rend dans les caves avec Geneviève, qui reconnaît, accrochés à un mur, les habits de Morin. Des pas se font alors entendre : la jeune femme et l'enfant se retrouvent enfermées dans la cave. À force de frapper à la porte, elles sont libérées par Magda.
Monique Valory retrouve Philippe pour lui raconter ces événements. Celui-ci lui propose de partir loin d'ici avec lui. Monique l'aime mais doit veiller sur l'enfant. Réfugiés à l'abri des regards dans la cabane du garde-chasse, Philippe et Monique font une macabre découverte : un cadavre gît au fond d'un fatras. Magda de Malveneur, voyant la porte de la cabane ouverte, y entre à son tour. Philippe, qui pense avoir reconnu le cadavre de Réginald, lui annonce le décès de son frère, mais celle-ci était déjà au courant. « Personne ne sait que mon frère a disparu au cours d'une expérience qui devait être probante ou non. Personne ne doit savoir que mon frère s'est suicidé ». Philippe pense toutefois qu'il ne s'agit pas d'un suicide et en fait part à Monique. Selon lui, Morin serait l'assassin et Magda, sa complice, le cacherait dans le sous-sol du manoir. Estelle Malveneur, héritière du manoir, aurait été assassinée pour des raisons de succession.
Un soir, après les obsèques de Réginald, Monique est de nouveau réveillée par Geneviève. Une étrange valse se fait entendre depuis les fondations du manoir. Monique, téméraire, décide de descendre seule dans les caves pour découvrir ce qui s'y passe. Elle y tombe nez-à-nez avec un inconnu. Celui-ci affirme être Réginald de Malveneur. « C'est impossible, M. Malveneur est mort ! » s'exclame-t-elle. L'homme affirme avoir trouvé le secret de la régénérescence des cellules et avoir testé le procédé sur lui-même et sur Morin. Totalement fou, l'homme affirme être capable de faire revenir à la vie l'ensemble de ses ancêtres pour qu'ils viennent admirer sa capacité à « sauver sa race ». Criant à l'aide, Monique parvient à donner l'alerte à Philippe, présent au manoir, qui descend dans les caves par le monte-plats. Philippe parvient à enfermer Réginald dans une salle de son laboratoire, puis à remonter à l'étage avec Monique. Réginald, dont le degré de folie ne fait qu'empirer, met le feu à son laboratoire.
Au rez-de-chaussée, Philippe et Monique retrouvent Magda. Philippe avoue ne pas être peintre, mais policier. Son enquête lui a permis de démêler certaines ficelles de l'affaire. Le cadavre retrouvé dans la cabane était celui de Morin, et non celui de Réginald, qui est quant à lui bel et bien vivant, caché dans la cave par Magda et Mariana. Estelle, quant à elle, a succombé sous le coup de l'émotion en découvrant un soir son mari devenu fou. Magda reconnaît la véracité de ces propos. Un cri de loup se fait alors entendre au-dehors. Magda s'inquiète : Réginald serait parvenu à s'échapper dehors. Une chasse à l'homme est organisée avec les paysans du village. Un loup est finalement découvert et abattu alors qu'il se trouvait dans le cimetière des Malveneur. Monique et Geneviève accourent du château qui a entièrement pris feu : la jeune femme annonce que Réginald était encore enfermé dans son laboratoire. L'ubiquité de Réginald fait prononcer à Magda les mots de conclusion : « Le dernier des Malveneur est mort comme le premier ».

## Thèmes et contexte
Le film lorgne vers le gothique britannique avec malédiction apparentée à celle du Chien des Baskerville et thématique du docteur Frankenstein. On est loin d’éprouver de la terreur malgré tous les effets propres au genre, photographie sous-exposée, clair-obscur, malédiction ancestrale, château lugubre avec caves ténébreuses et forêts embrumées ; à l’arrivée, l’œuvre est plutôt littéraire et poétique qu’angoissante. C’est néanmoins une incursion du cinéma français dans le domaine de l’étrange ; on remarque notamment Gabrielle Dorziat en noble châtelaine hautaine, misanthrope, gardienne d’un lourd secret, et surtout Pierre Renoir en savant halluciné, prisonnier de sa folie au sens propre (cloîtré dans la cave) comme au figuré (redonner vie aux morts), jouant ses délires à l’harmonium.

## Fiche technique
- Titre : Le Loup des Malveneur
- Titre original : Le Loup des Malveneur
- Réalisation : Guillaume Radot
- Supervision réalisation : Marcel L'Herbier
- Scénario : Francis Vincent-Bréchignac
- Dialogues : Jean Féline, Francis Vincent-Bréchignac
- Musique : Maurice Thiriet
- Direction de la photographie : Pierre Montazel
- Son : Lucien Anfroy
- Décors : Marcel Magniez
- Montage : Émilienne Nelissen
- Pays de production :  France
- Langue de tournage : français
- Tournage extérieur : Tournemire (Château d'Anjony) et Salers dans le Cantal
- Producteur : Francis Vincent-Bréchignac
- Société de production : UTC (Union Technique Cinématographique)
- Société de distribution : RAC Distribution
- Format : noir et blanc — 1.37:1 — son monophonique — 35 mm
- Genre : film fantastique
- Durée : 99 min
- Date de sortie : 
  - France : 12 mai 1943

## Distribution
- Pierre Renoir : Réginald de Malveneur
- Madeleine Sologne : Monique Valory
- Gabrielle Dorziat : Magda de Malveneur
- Louis Salou : le docteur Andrieu
- Michel Marsay : Philippe
- Marie Olinska : Estelle de Malveneur
- Henry Charrett : le garde-chasse Morin
- Jo Dervo : le docteur Giraud
- Yves Furet : Firmin
- Marcelle Géniat : Marianna
- Bijou : la petite Geneviève